# Astoxenus vaneyeni
Astoxenus vaneyeni är en skalbaggsart som beskrevs av Basilewsky 1950. Astoxenus vaneyeni ingår i släktet Astoxenus och familjen Cetoniidae. Inga underarter finns listade.